# Solid Snake
Solid Snake (ソリッド・スネーク, Soriddo Sunēku) is de hoofdpersoon uit de Metal Gear-serie computerspellen. Snake maakte zijn eerste opwachting in het, uit 1987 daterende, Metal Gear en werd ontwikkeld door de bedenker van het spel, Hideo Kojima. Solid Snake is een spion en een geheim agent die werkt voor FOXHOUND, een fictieve spionage-organisatie. Snake wordt elke keer opgezadeld met de klus om de Metal Gear (een tweebenige oorlogstank die kernwapens kan lanceren) onschadelijk te maken. Zijn Japanse stem is ingesproken door Akio Ōtsuka en de Engelse stem door David Hayter. Solid Snake is een van de meest populaire computerspelpersonages geworden.
In elk spel moet Solid Snake alleen optreden, waarbij hij wel wordt bijgestaan via zijn radio en walkietalkie door commandanten. Hij begint de spellen met alleen zijn vuisten, radio (die in latere spellen ook wel de "codec" wordt genoemd), verrekijker, een pakje sigaretten, en verder moet alles gevonden worden (zoals wapens en zijn gewaardeerde -verstoppen in een doos- aanval).

## Vroege spellen

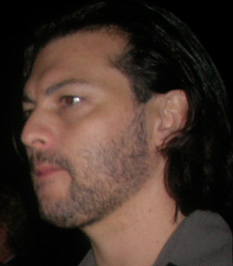
David Hayter, die in de Engelstalige versies de stem van Solid Snake verzorgt

Tijdens de uitgave van de eerste Metal Gear deed Solid Snake nog het meeste denken aan een filmheld uit die tijd. Zo lijkt Snake op de verpakking van de originele Metal Gear, op Michael Biehn in The Terminator en in Metal Gear 2: Solid Snake heeft Snake wat weg van Mel Gibson (die onder andere speelde in de Lethal Weapon films). Solid Snake is zelfs vernoemd naar een filmheld: Snake Plissken, Kurt Russells personage in de film Escape from New York. Doordat dit een van Kojima's favoriete films is, leken latere versies van Snake steeds meer op het Plissken personage.
Metal Gear, oorspronkelijk uitgegeven in 1987 op de MSX2 homecomputer, introduceert Solid Snake, de nieuwe rekruut van de FOXHOUND-unit. Snake wordt door de teamleider Big Boss naar het ruige gebied Outer Heaven gestuurd om zijn vermiste teamgenoot Gray Fox te redden en om uit te zoeken wat de "METAL GEAR" is, dat in Gray Fox' laatste transmissie werd benoemd. Nadat hij een lid van het team heeft gered, ontdekt Snake hoe de vork in de steel zit en komt hij erachter dat de leider van Outer Heaven eigenlijk de Big Boss is. De Big Boss wil een proef doen met de Metal Gear om zo van de Outer Heaven een nucleaire grootmacht te maken. Nadat Snake de Metal Gear heeft vernietigd, confronteert hij de Big Boss en verslaat hem uiteindelijk.
De NES portering van Metal Gear was een groot succes in Noord-Amerika en heeft er miljoenen opgeleverd. De opvolger, Snake's Revenge, werd ontwikkeld zonder de man achter Metal Gear, Hideo Kojima.
Snake's Revenge maakt Solid Snake hoofd van het FOXHOUND-team van infiltranten. Snake moet een nieuwe basis infiltreren omdat er geruchten zijn over de ontwikkeling van een nieuwe Metal Gear. Hij ontdekt niet alleen dat de vijand het "Metal Gear 1"-model in grote aantallen produceert, maar ook dat deze een nieuw prototype van "Metal Gear 2" ontwikkelt in de hoofdbasis. Snake moet de missie alleen afmaken omdat de rest van zijn team gevangen wordt genomen of gedood. Uiteindelijk verslaat Snake de vijandelijke commandant (die opnieuw Big Boss blijkt te zijn) en vernietigt de Metal Gear 2. Toch is dit spel geen groot succes geworden.
Kojima heeft in vele interviews het verhaal verteld, dat hij ooit in de trein naar huis zat en een van de medewerkers van Snake's Revenge tegenkwam, die hem vroeg of hij wilde terugkeren in het team om een waardige opvolger te maken voor Metal Gear. Hij stemde hiermee in en daaruit vloeide het spel Metal Gear 2: Solid Snake voort. Metal Gear 2, dat oorspronkelijk alleen in Japan werd uitgebracht voor de MSX2, is een betere opvolger van Metal Gear dan Snake's Revenge; de gebeurtenissen in dat spel worden in latere spellen volledig genegeerd.
In Metal Gear 2: Solid Snake moet Solid Snake opnieuw infiltreren in een zwaar beveiligde vijandelijke basis, deze keer in Zanzibar Land. De wereld verkeert in een internationale oliecrisis en Zanzibar Land heeft zichzelf tot een nucleaire en economische grootmacht verklaard door Dr. Kio Marv te kidnappen, de uitvinder van de formule van OILIX (een biologisch ontwikkelde alg die voorziet in plaatsvervangende olie), en Dr. Madnar Petrovich, de ontwikkelaar van de originele Metal Gear. Snake infiltreert in de basis en herovert Dr. Marv's OILIX-formule (maar niet Marv zelf, aangezien die doodgemarteld is). Snake ontdekt dat Petrovich is gekidnapt door zijn oude kameraad Gray Fox en dat Zanzibar Land wordt bestuurd door niemand anders dan Big Boss. Snake vernietigt de nieuwe Metal Gear D, confronteert en doodt Gray Fox in een vuistgevecht in het midden van een mijnenveld. Dan doodt hij Big Boss met een vlammenwerper in de laatste confrontatie tussen de twee.

## Spellen met Solid Snake
De spellen waarin Solid Snake de hoofdrol heeft:
- Metal Gear-serie
  - Metal Gear (1987)
  - Metal Gear 2: Solid Snake (1990)
  - Snake's Revenge (1990)
  - Metal Gear Solid (1998)
    - Metal Gear Solid: Integral (1999)
    - Metal Gear Solid: VR Missions (1999)
    - Metal Gear Solid: The Twin Snakes (2004)
    - Metal Gear Solid: Digital Graphic Novel (2006)

  - Metal Gear Solid 2: Sons of Liberty (2001)
    - The Document of Metal Gear Solid 2 (2002)
    - Metal Gear Solid 2: Substance (2002)

  - Metal Gear: Ghost Babel (2000)
  - Metal Gear Ac!d (2004)
  - Metal Gear Ac!d 2 (2005)
  - Metal Gear Solid 4: Guns of the Patriots (2008)
- Super Smash Bros.-serie
  - Super Smash Bros. Brawl (2008)
  - Super Smash Bros. Ultimate (2018)